# Philippe Godeau
Philippe Godeau är en fransk filmproducent som är mest känd för sin film Baise-Moi som väckte stor uppmärksamhet och debatt på grund av sitt starka innehåll och dess grova sexscener.
Godeau har producerat över 20 filmer.

## Filmografi (urval)
- 2000 – Baise-Moi
- 2009 – Mr. Nobody